# 김주영 (1977년)
김주영(한국 한자: 金周寧, 1977년 6월 6일 ~ )은 안양 LG 치타스(현 FC 서울)에서 활약한 축구 선수이다.